# Sinostega pani
Sinostega pani es una especie de tetrápodo extinto del Devónico Superior de China. Se encontró un fósil en el noroeste de China; se trataba de un fragmento de maxilar inferior de unos 7 centímetros de longitud. Es el primer tetrápodo del Devónico encontrado en Asia.